# Pericoma decoricornis
Pericoma decoricornis är en tvåvingeart som beskrevs av Tokunaga 1961. Pericoma decoricornis ingår i släktet Pericoma och familjen fjärilsmyggor. Inga underarter finns listade i Catalogue of Life.